# Eva Dongé
Eva Dongé (Buenos Aires, 1929- ibídem, 22 de febrero de 1981) fue una actriz argentina de cine, radio, teatro y televisión.

## Carrera
Eva Dongé fue una actriz de cine, teatro y televisión iniciada en el ambiente teatral en los años 50 con obras de Federico García Lorca y Jean Paul Sartre. Fue descubierta y perfeccionada profesionalmente por la eximia artista Eugenia de Oro (R.N.). En 1950 egresó del Conservatorio Nacional de Arte Dramático.
En televisión hizo su debut en 1955 en un ciclo de teatro universal dirigido por Antonio Cunill Cabanellas. Luego actuó en decenas de ciclos y teletatros hasta consagarse como actriz protagonista de telenovelas populares como en La selva es mujer, Rolando Rivas, taxista, Tu rebelde ternura, Alguien como Usted con Irma Roy, El amor tiene cara de mujer y Trampa para un soñador.
En radio participó hasta 1956 del ciclo de radioteatros Las dos carátulas, integrando una "carnada de oro" junto a Alfredo Alcón y Carlos Estrada. Junto a Daniel de Alvarado actuó en El Misterio Del Cuarto Amarillo.

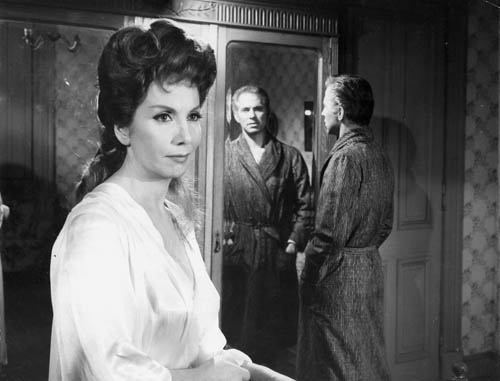
Eva Dongé y Jorge Barreiro (1930-2009) en la película Castigo al traidor (1966).

En teatro se destacó por su papel en la obra dirigida por Francisco Petrone, Un gato sobre el tejado de zinc caliente en 1956. Integra el elenco estable del Teatro Estudio fundado por Alejandro Doria junto a Osvaldo Blanco, en las que se incluían además las figuras de María Elena Sagrera, Idelma Carlo, Dora Prince, María Elina Rúas, Duilio Marzio, Jorge Rivera López, Hugo Caprera y Juan José Edelman, presentando obras como El fantasma de Marsella, A puerta cerrada, El enemigo y El malentendido. Fue una de las primer actrices del Teatro Nacional Cervantes.
Sus apariciones en el cine fueron escasas. Debutó con Fangio, el demonio de las pistas de 1950 junto a Armando Bó y Miguel Gómez Bao. Luego vinieron Los troperos con Charlo y Guillermo Battaglia, El hombre y su noche (1958), Castigo al traidor (1966) con Sergio Renán, Marcela López Rey y Miguel Ligero, Un idilio de estación (1978) junto con un amplio elenco que incluyó a Alfredo Alcón, Arturo Puig, Marta González, Roberto Escalada y Cristina Banegas.
Llegó a ser comparada físicamente por su belleza a la actriz extrajera Ingrid Bergman. Según dijo en una entrevista en 1971 para la revista La Nación:

«Soy una actriz pareja, nada variable, pero no puedo evitar que el público influya en mí.»

En 1960 tuvo una corta estadía en el famoso Actors Studio de Elia Kazan. En 1964 viajó por 20 días a España en calidad de "embajadora" de la Sociedad de Autores de la Argentina, y luego marchó a Francia, Italia y Grecia.
En 1962 ganó un Premio Martín Fierro en el rubro "Mejor actriz dramática en TV",  otorgados por APTRA.

## Fallecimiento
La actriz Eva Dongé falleció el 22 de febrero de 1981 a los 51 años víctima de una larga enfermedad. Sus restos descansan en el Panteón de la Asociación Argentina de Actores del Cementerio de la Chacarita. Estuvo casada por largo tiempo con Jhony Finochietto.

## Filmografía
- Un idilio de estación (1978)
- Castigo al traidor (1966)
- El hombre y su noche (inédita - 1958)
- El trueno entre las hojas (doblaje de voz de Isabel Sarli)
- Los troperos (1953)
- Fangio, el demonio de las pistas (1950)

## Televisión
- 1955: Ciclo de Teatro Universal.
- 1960/1962: La hora Fate.
- 1960: Los acosados.
- 1961: La sangre también perdona.
- 1963: Esos que dicen amarse.
- 1964: Teatro Trece.
- 1966/1969: El teatro de Alfredo Alcón.
- 1966: Romeo y Julieta.
- 1967: La rinconada.
- 1968/1973: Viernes de Pacheco.
- 1970: Esto es teatro.
- 1970: El mundo del espectáculo.
- 1971/1972: Teleteatro Palmolive del aire.
- 1971/1973: La selva es mujer.
- 1973: Rolando Rivas, taxista.
- 1973: Teatro argentino.
- 1973: Alta Comedia.
- 1975: Tu rebelde ternura.
- 1975: La casa, el teatro y usted.
- 1975: Alguien como usted.
- 1976: El amor tiene cara de mujer.
- 1976: Crónica de un gran amor.
- 1977: Mi hermano Javier.
- 1980: Trampa para un soñador.[6]

## Teatro
- 1950: La plaza de Berkeley.
- 1954: Manos Sucias.
- 1954: Yerma, dirigido por Mario Alberto Roda.
- 1956: Un gato sobre el tejado de zinc caliente, en el papel de Maggie. Con dirección del primer actor Francisco Petrone.
- 1959: María 8 Estuardo, junto a Luisa Vehil. Estrenado en el Teatro Liceo.
- 1962: Relojero, con dirección de Armando Discépolo. y las actuaciones de Rafael Rinaldi y Mario Giusti.
- 1962: Las tres hermanas.
- 1962: La escuela del escándalo.
- 1966: El globo de colores.
- 1966: Luv.
- 1967: La dama de los racimos.
- 1970: El fantasma de Marsella
- 1970: A puerta cerrada.
- 1970: El enemigo.
- 1970: El malentendido.
- 1970: Setenta pecados siete, montado en La Botica del Ángel.
- 1971: El caballero del milagro, con Luis Medina Castro, Miguel Ligero y Carlos Muñoz.
- 1972: Matraca para un hombre simple, de Charles Dyer.
- 1975: La idiota.
- 1976: Dulce pájaro de juventud, con Atilio Marinelli.
- 1978: Pepsie.